# Go-Hanazono
Keizer Go-Hanazono (後花園天皇, Go-Hanazono-tennō, 10 juli 1419 – 18 januari 1471) was de 102e keizer van Japan, volgens de traditionele opvolgvolgorde. Hij regeerde van 7 september 1428 tot 21 augustus 1464.

## Genealogie
Go-Hanazono was vernoemd naar de voormalige keizer Hanazono. Het voorvoegsel go- (後), kan worden vertaald als “later” of “tweede”, waardoor zijn naam vrij vertaald “Hanazono de tweede” betekent. Zijn persoonlijke naam (imina) was Hikohito-shinnō (彦仁親王).
Go-Hanazono was de oudste zoon van prins Fushimi-no-miya Sadafusa (伏見宮貞成親王) (1372 - 1456). Zijn moeder was Sachiko (幸子) (1390 - 1448). Hij was de achterkleinzoon van de voormalige troonpretendent Suko.
Go-Hanazono was geadopteerd door keizer Shoko, die zelf geen kinderen had. Dit om er zeker van te zijn dat de troon in handen van de Jimyōin-tak van de keizerlijke familie zou blijven.

## Leven
Go-Hanazana volgde zijn adoptievader op 10-jarige leeftijd op. Een jaar later werd Ashikaga Yoshinori de nieuwe shogun. Hij had de ware macht in het land, met Go-Hanazana als zijn stroman. Deze machtsverdeling werd nog eens benadrukt toen in 1433 de keizer van China een brief naar Yoshinori stuurde waarin hij hem (de shogun) aanduidde als “koning van Japan”.
In 1443 drong een groep gewapende rebellen het keizerlijk paleis binnen. Een van hen had het voorzien op Go-Hanazono, maar de keizer kon ontkomen. De rebellen staken het paleis in brand en stalen de drie heilige schatten van de keizerlijke familie; de spiegel, het zwaard en het juweel. De spiegel en het zwaard werden vrij snel teruggevonden, maar het juweel bleef zoek tot de 8e maand van Bun'an gannen (1458).
In 1451 kwam er voor het eerst een delegatie van de Riukiu-eilanden naar Japan.
In 1464 trad Go-Hanazono af ten gunste van zijn zoon, Go-Tsuchimikado. Hij stierf op 52-jarige leeftijd.

## Perioden
Go-Hanazono’s regeerperiode omvat de volgende tijdsperioden uit de Japanse geschiedenis:
- Shōchō (1428-1429)
- Eikyō (1429-1441)
- Kakitsu (1441-1444)
- Bun'an (1444-1449)
- Hōtoku (1449-1452)
- Kyōtoku (1452-1455)
- Kōshō (1455-1457)
- Chōroku (1457-1460)
- Kanshō (1460-1466)

* Regent Jingu staat niet op de traditionele lijst.